# زابوغ
زابوغ (بالإنجليزية: Zapug)‏ هي منطقة سكنية تقع في الصين في أزمة التبت والصين. يقدر عدد سكانها بـ
- نسمة .